# Сиріцій
Святий Сирі́цій (лат. Siricius; 334, Рим, Стародавній Рим — 26 листопада 399, Рим, Західна Римська імперія) — тридцять восьмий папа Римський (11 грудня 384—26 листопада 399), римлянин, син міщанина Тибурція.

## Понтифікат
Сиріцій був обраний єпископом Риму одноголосно, незважаючи на спроби антипапи Урсіна перешкодити цьому. Він брав активну участь в управлінні церквою. Традиція пов'язує його з появою священних декреталій і введенням целібату. Указ 385 року говорив, що священники повинні припинити співжиття з дружинами.
Сучасник Амвросія Медіоланського і Мартина Турського. Коли іспанський єпископ і аскет Присцілліан, звинувачений своїми колегами-єпископами в єресі, був страчений імператором Максимом, Сиріцій разом з Амвросієм і Мартіном заявили протест проти цього вироку.
Відомий також тим, що відлучив від церкви ченця Йовініана.
Хоча деякі джерела говорять, що Сиріцій був першим єпископом Риму, який став іменувати себе «Папою», інші джерела стверджують, що титул «Папа» з III століття був почесним позначенням будь-якого єпископа на Заході. На Сході ж він застосовувався тільки до єпископа Олександрійського. З початку VI століття цей титул став застосовуватися на Заході тільки до єпископа Риму, що в результаті було закріплено у XI столітті папою Григорієм VII.
Сиріцій також є одним з пап, які нібито вперше стали вживати титул «понтифік», поряд з Калістом I, Дамасієм I, Левом I і Григорієм I. Оксфордський словник християнської церкви свідчить, однак, що термін «понтифік» набув поширення лише в XV столітті, коли Ренесанс зрушив новий інтерес до стародавнього Риму, і цей титул став звичайним почесним званням пап. За його понтифікату на Римському синоді 396 року встановлено, що єпископи освячуються декількома єпископами і за згодою Рима. У 390 році освятив Базиліку Святого Павла за мурами. Його пам'ять відзначається 26 листопада.